# Hôpital St. Helena de Clearlake
L’hôpital de St. Helena, Clearlake (en anglais, St. Helena Hospital Clearlake ) est un centre hospitalier adventiste à Clearlake en Californie. C’est un hôpital d’intervention de soins critiques pour les habitants du comté de Lake.  
St. Helena -- Clearlake fait partie d’un système médical multiplexe qui fonctionne en partenariat avec l’hôpital de St. Helena d'Angwin. Il comprend trois centres de santé familiale dans le comté de Lake : à Clearlake, Middletown et Kelseyville,.

## Histoire
L'hôpital de St. Helena -- Clearlake démarra initialement sous le nom de Redbud Community Hospital. Son objectif était de procurer des soins d'urgence à la communauté relativement isolée et peu nombreuse du comté de Lake. 

## Services
- Premiers soins
- Pédiatrie
- Programme de santé comportementale
- Chirurgie générale
- Urologie
- Kinésithérapie
- Radiologie
- Diététique
- Service des femmes : obstétrique et gynécologie
- Éducation et traitement du diabète

St. Helena -- Clearlake possède un service d'urgence qui transporte éventuellement rapidement (13 minutes) en hélicoptère les blessés graves et les malades dans une situation critique à l'höpital de St. Helena à Angwin. C'est un membre d'Adventist Health (Santé adventiste), une organisation qui supervise et gère les centres hospitaliers adventistes de la Californie.
Depuis quelques années, le comté de Lake voit sa population augmenter, ainsi que le nombre d'accidents, notamment de la route. Aussi, l'hôpital de St. Helena -- Clearlake s'est lancé dans le projet d'une expansion de douze chambres d'urgence et de l'acquisition d'une technologie médicale plus opérationnelle sur place pour faire face à ce défi.   